# 日較差
日較差（にちかくさ、にちこうさ）は、一定の場所における1日の最高気温と最低気温の差である。

## 概要
言葉の字義通りの意味としては、1日の中での最高値と最低値の差を指す。狭義では、気候学における気温の日内変動における最高気温と最低気温の差を指す。
日較差は天候の条件に左右されるが、平均すると、緯度や海陸の配置、海抜高度の影響を受ける。海水は気温変化の影響を受けにくく、陸地は気温変化の影響を受けやすい。このため、日較差は海岸部ほど小さく、内陸部ほど大きくなる傾向がある。
植物の生育も日較差の影響を受ける。例えば、サボテンは砂漠質の土壌に適応したものであるから、日較差の大きい土地がより生育に適していると言われる。